# Friedhofskapelle (Calvörde)

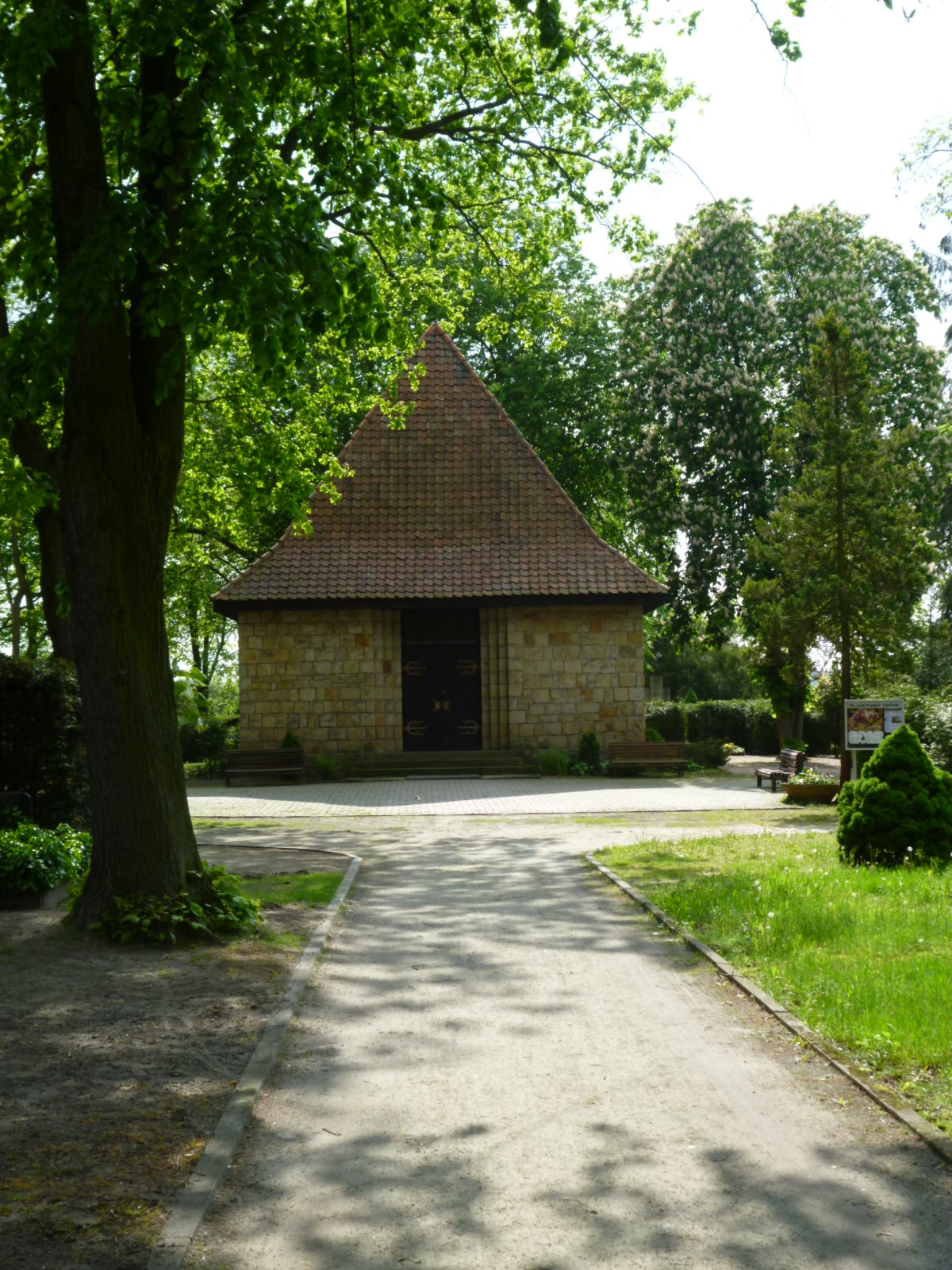
Friedhofskapelle zu Calvörde 2010

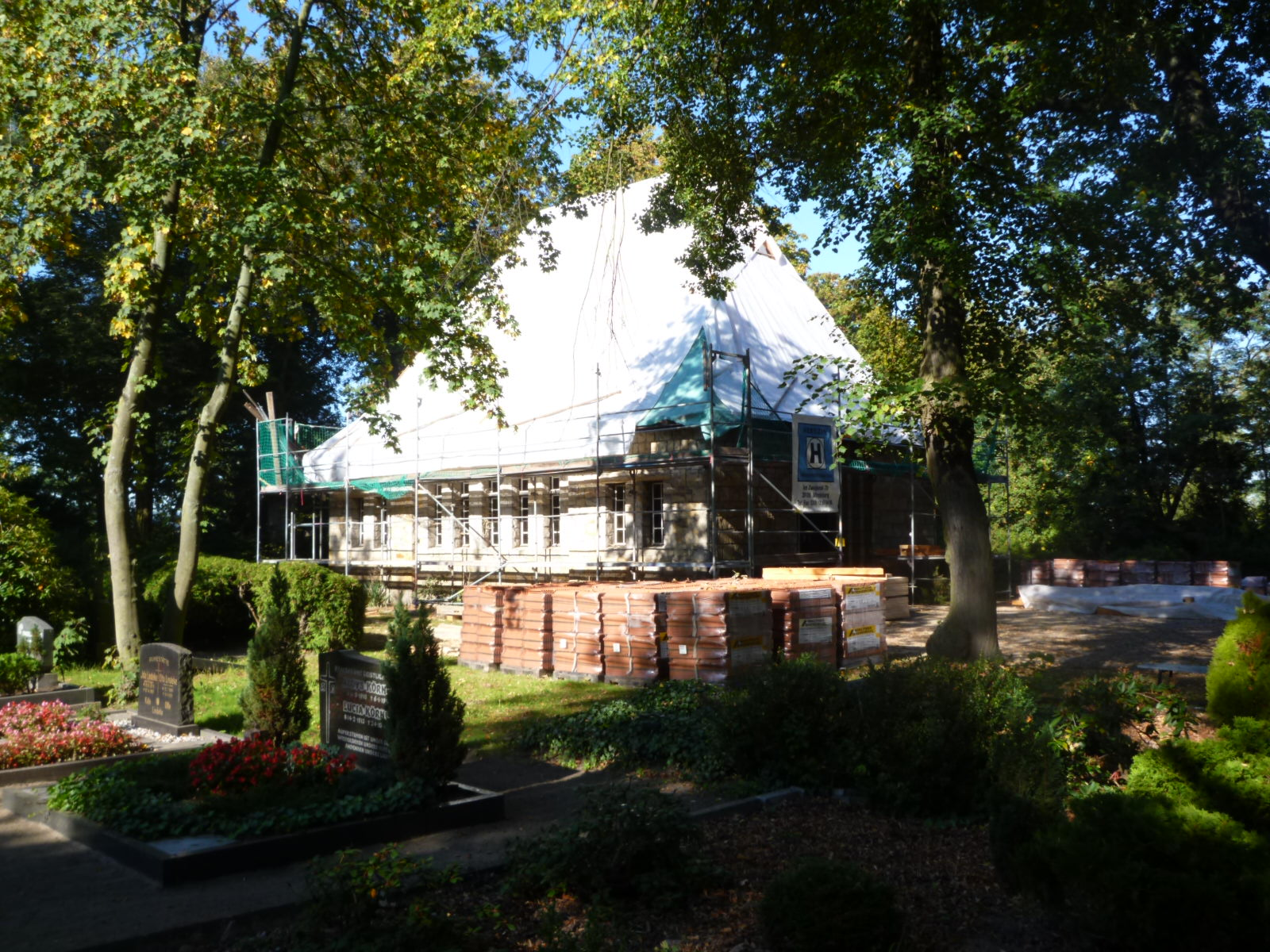
Sanierungsarbeiten 2011

Die Friedhofskapelle zu Calvörde ist eine denkmalgeschützte Kapelle der Evangelischen Kirche im Marktflecken Calvörde. Sie wurde im Jahr 1927 erbaut.

## Die ersten Friedhofskapellen
Ursprünglich wurden alle Verstorbenen des Kirchspiels Calvörde auf dem Friedhof rings um die St.-Georgs-Kirche beerdigt. Im Turmraum der St.-Georgs-Kirche wurden die Verstorbenen aufgebahrt. 1616 wurde im Hünerdorf auf der sogenannten Clawes-Breite ein neuer Friedhof angelegt und darauf eine neue Kapelle gebaut, dessen Turmspitze auf dem Merianstich von Calvörde links zu sehen ist. Zur Zeit des corpus bonorum (Grundbesitzverzeichnis) von 1777 war diese Kapelle mit dem Friedhof noch vorhanden, doch musste eine neue Kapelle erbaut werden, da der Vorgänger im Brand vom 1700 zerstört wurde.

## Die heutige Friedhofskapelle
1789 wurde der heutige Friedhof ohne Friedhofskapelle angelegt. Die Toten wurden per Leichenwagen von der St.-Georgs-Kirche aus zum Friedhof gefahren. Der Weg von der Kirche zum Friedhof beträgt in etwa einen Kilometer, der Mangel einer Friedhofskapelle auf dem neuen Calvörder Friedhof wurde als schmerzlich empfunden. Erst im Sommer 1926 wurde der Bau einer Friedhofskapelle beschlossen, im Herbst wurde ein Darlehen von 20.000 Reichsmark aufgenommen. Studierende der Technischen Hochschule zu Braunschweig fertigten in einem Preisausschreiben sechs verschiedene Entwürfe an. Der Entwurf der cand. archit. Martha Andrä, Braunschweig, kam zur Ausführung. Am 1. Juli 1927 wurde mit dem Bau begonnen. Am 6. Juli 1927 war die feierliche Grundsteinlegung und am Sonntag, dem 30. Oktober 1927 konnte schon die Einweihung vollzogen werden.
Die monumental wirkende Kapelle wurde aus Buckelquadern errichtet. Die Ecken des Gebäudes springen etwas in Form eines Risalits hervor, was der Kapelle eine wehrhafte Erscheinung gibt. Es befinden sich jeweils neun schmale, rechteckige Fenster auf der Süd- und der Nordseite, wobei die mittleren fünf länger sind, als die in den Risaliten befindlichen. Der Haupteingang, auf der Ostseite, ist durch einen Steintritt erreichbar, in dem man durch einen kleinen Flur direkt in die Halle geleitet wird. In östlicher Seite befindet sich noch ein Ausgang. Besonders ist noch die Dachkonstruktion zu erwähnen. Sie ist als hohes steiles Walmdach ausgeführt. 2011 wurde die Friedhofskapelle rundum saniert.

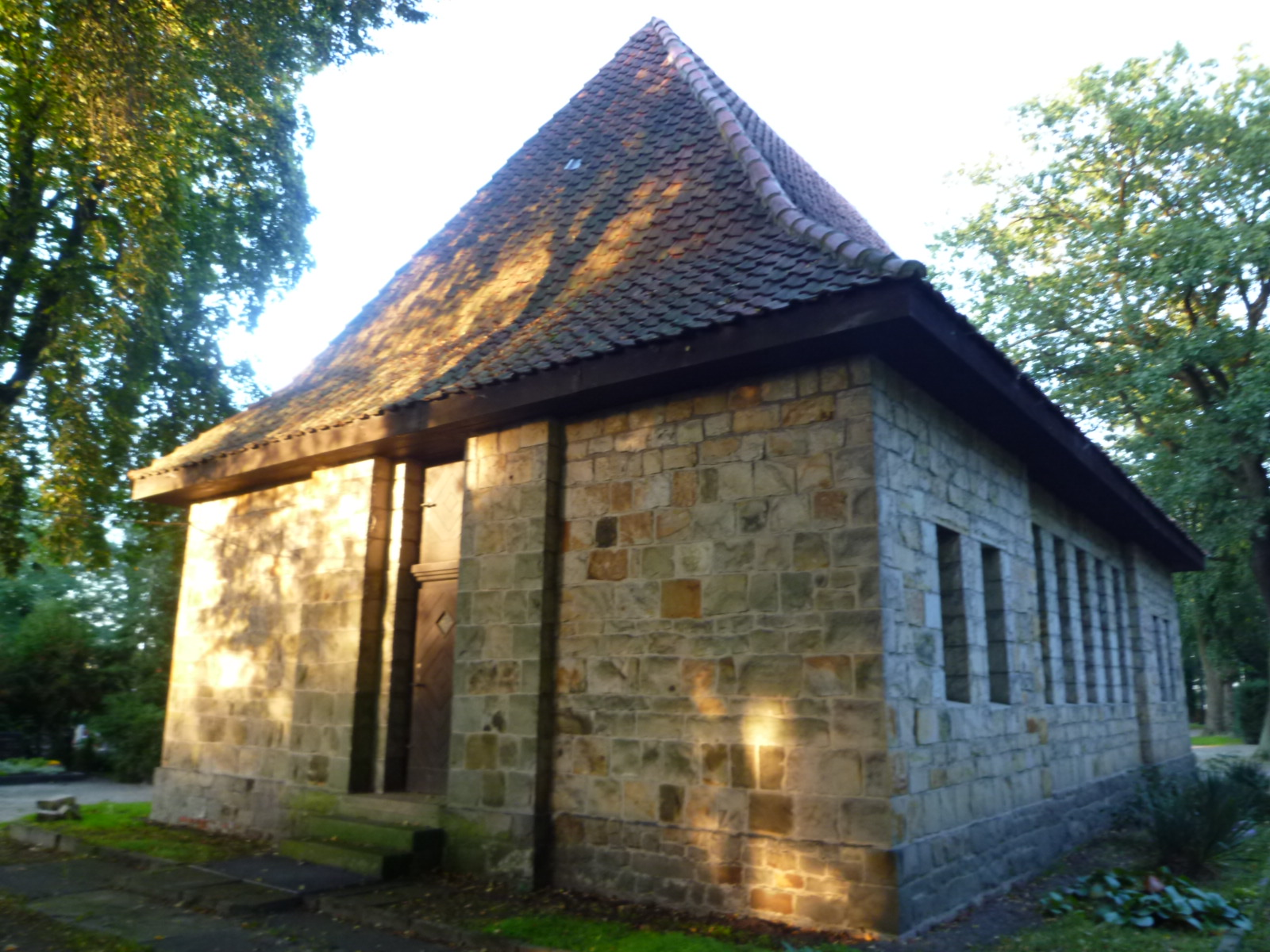
Ansicht von hinten (Westseite)
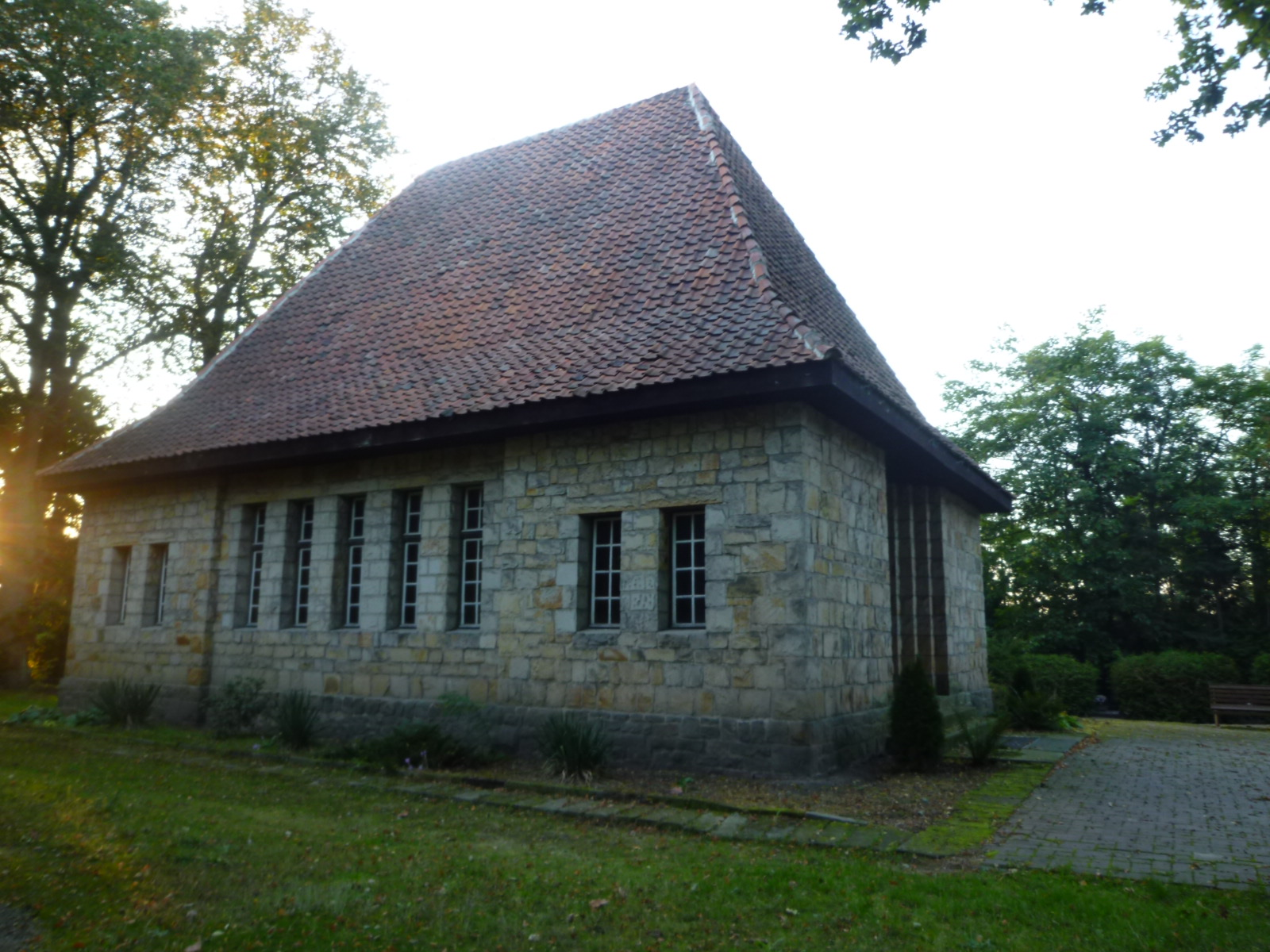
Ansicht von links (Südseite)
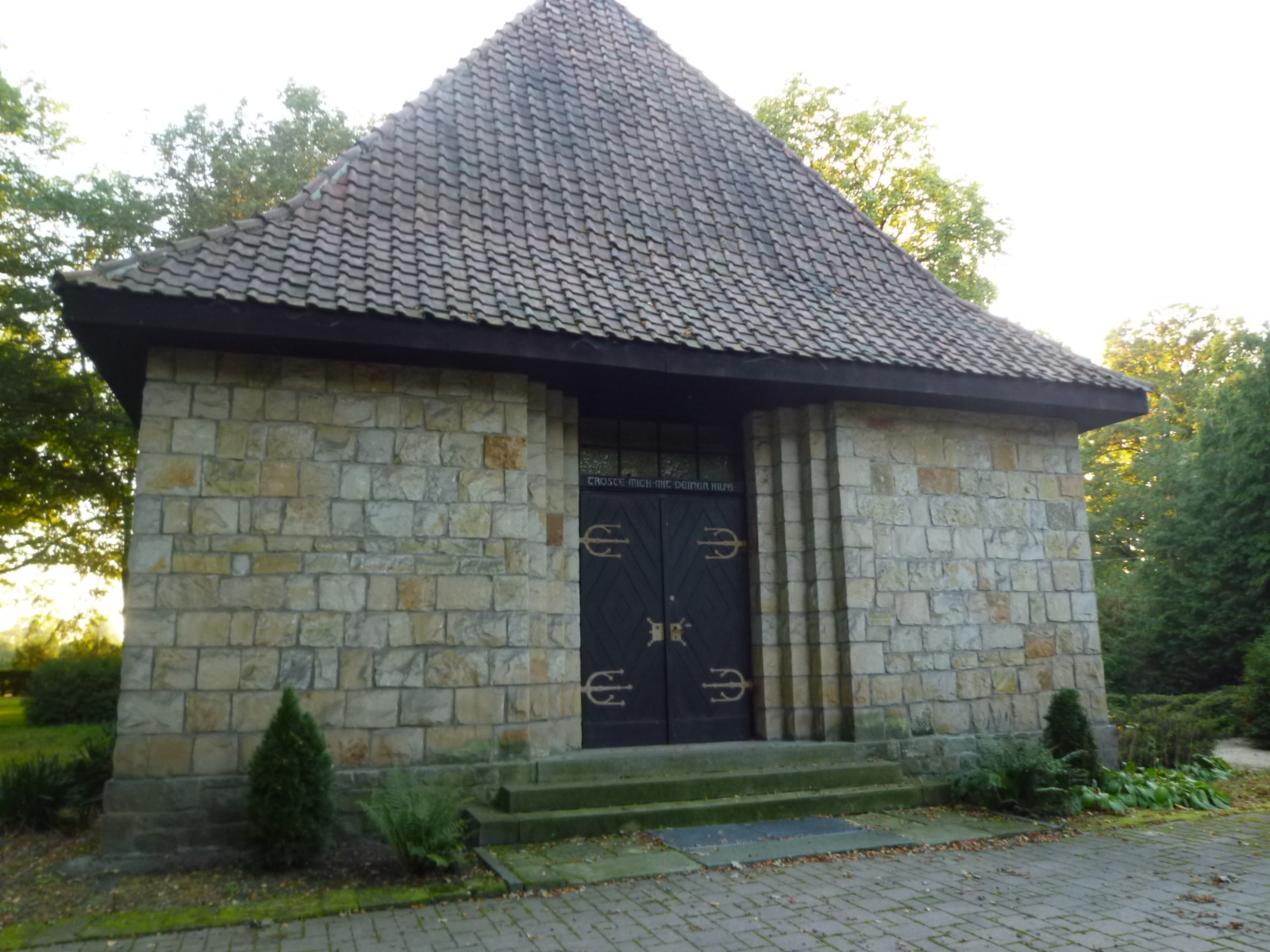
Vorderansicht (Ostseite)